# Tennis Channel Open 2006
Il Tennis Channel Open 2006 è stato un torneo di tennis giocato sul cemento.
È stata la 19ª edizione del Tennis Channel Open,che fa parte della categoria International Series nell'ambito dell'ATP Tour 2006.
Si è giocato al The Amanda & Stacy Darling Memorial Tennis Center di Las Vegas in Nevada, 
dal 27 febbraio al 6 marzo 2006.

## Campioni

### Singolare
James Blake ha battuto in finale  Lleyton Hewitt con il punteggio di 7–5, 2–6, 6–3

### Doppio
Bob Bryan /  Mike Bryan hanno battuto in finale  Jaroslav Levinský /  Robert Lindstedt con il punteggio di 6–3, 6–2